# Diocese de Orvieto-Todi
A Diocese de Orvieto-Todi (em latim: Dioecesis Urbevetana-Tudertina) é uma divisão administrativa católica na Itália. É sujeita diretamente  à Santa Sede Católica Apostólica Romana e é integrante da região eclesiástica da Úmbria. A diocese compreende as cidades de Orvieto e Todi perfazendo um total de 92 paróquias. A população católica é de 95%.

## História da diocese de Orvieto
A história de Orvieto cristã começa com a pregação de Santo Ansano em fins do século III mas já havia um bispado na cidade de Bolsena que só depois no século VI foi transferido para Orvieto. O primeiro bispo orvietano data de 590. A história da diocese sempre dependeu dos movimentos e dinamismos próprios das políticas do século XI-XIII. Um surto de heréticos apareceu no fim do século XII e início do XIII mas foi prontamente e arduamente combatido. Orvieto viu o nascimento de uma das festas mais importantes para a Igreja Católica: a festa do Corpo de Cristo (Corpus Christi) em 1264. O crescimento territorial de Orvieto e os conflitos refletiram-se na diocese bem como os avanços espirituais devidos as novas ordens religiosas. A reforma católica foi bastante frutífera e vigorosa principalmente entre 1566-1598. Napoleão perseguiu o clero e o bispo de Orvieto por sua lealdade ao papa e a República Romana de 1849 encarcerou o bispo de Orvieto. O ano de 1972 marca a fusão de Todi com Orvieto primeiramente como título pessoal e depois como fato consumado (1986).

### Bispos de Orvieto
- Giovanni I 590
- Candido  591-595
- Amanzio ?- 743
- Aliperto 826
- Pietro 853
- Leone I 861
- Rodolfo 975
- Andrea 995
- Nicolò I 1007-1015
- Ilderico 1017
- Paolo 1022
- Sigifredo 1028
- Leone II 1037
- Nicolò II 1040
- Luca 1051
- Teuzone 1054-1059
- Albertino ca.1060
- Giovanni II 1066
- Filippo 1078
- Angelo (C.R.Teatino) 1092
- Guglielmo I 1103-1119
- Giovanni III 1121
- Guglielmo II ca.1125-após 1126
- Antonio 1137 ou 1139
- Ildebrando 1140-1149
- Gualfredo  1155
- Guiscardo  1157
- Milone 1159
- Rústico 1168-1175
- Riccardo 1177-1201
- Matteo 1201-1210
- Giovanni IV 1212
- Capitaneo 1215-?
- Ranieri 1228-antes de 1249
- Costantino Médici (O.P.) ca.1250-1257
- Giacomo Maltraga 1258-1269
- Aldobrandino Cavalcanti (O.P.) 1272-1279
- Francesco Monaldeschi 1279 ou 1280-1294
- Leonardo Mancini 1295-1302? (transferido para Manfredonia)
- Guittone Farnese 1302-1328
- Beltramo Monaldeschi (O.P.) 1328-1345
- Raimondo 1344-1348
- Ponzio Perotti 1348-1362?
- Giovanni V 1362-1364
- Pietro Bohier(O.S.B.) 1364-1370 (deposto)
- Giovanni Piacentini 1373-1375 (admin.apost.;depois bispo de Castello)
- Nicolò Merciari 1378-1398 (depois bispo de Cagli)
- Pietro? 1398-1398
- Mattia degli Avveduti (O.F.M.) 1398-1409
- Corrado Caraccioli 1409-1411 (admin.apost.)
- Monaldo Monaldeschi 1411-1418 (admin.apost.)
- Francesco Monaldeschi 1418-1443 (depois bispo de Teramo)
- Giacomo Benedetti 1443-1454 (transf. p/ Teramo e depois Penne)
- Giovanni Castiglioni 1454-1456
- Antonio Cobateri 1456-1457
- Marco Marinone (O.S.A.) 1457-1473
- Giovanni 1473-?
- Giorgio Della Rovere 1476-1505
- Ercole Baglioni 1511-1518
- Niccolò Ridolfi “il Vecchio” 1520-1529 (admin. apost.)
- Vincenzo Durante 1529-1545
- Niccolò Ridolfi il Giovane 1548-1554
- Girolamo Simoncelli 1554-1562
- Sebastiano Vanzi 1562-1570
- Girolamo Simoncelli 1570-1605 (admin. apost.)
- Giacomo Sannesio 1605-1621
- Pier Paolo Crescenzi 1621-1644
- Fausto Poli 1644-1653
- Giuseppe della Corgna (O.P.) 1656-1676
- Bernardino Rocci 1676-1680
- Savio Millini 1681-1694 (transf. p/ Civita Castellana)
- Giuseppe Camuzzi 1695-1695
- Vincenzo degli Atti  1696-1715
- Ferdinando Nuzzi 1716-1717
- Michele Teroni 1718-1721 (admin. apost.)
- Onofrio Elisei 1722-1733
- Giuseppe dei Conti di Marsciano 1734-1754
- Giacinto Silvestri 1754-1762
- Antonio Ripanti 1762-1780
- Paolo Francesco Antamori 1780-1795
- Cesare Brancadoro 1800-1803 (transf. p/ Fermo)
- Giovanni Battista Lambruschini 1807-1825
- Antonio Domenico Gamberini 1825-1833
- Antonio Francesco Orioli 1833-1841
- Giuseppe Maria Vespignani 1842-1865
- Marino Marini 1865-1871
- Antonio Briganti 1871-1882
- Eusebio Magner (O.F.M.Cap.) 1883-1884
- Giuseppe Ingami 1884-1889
- Domenico Bucchi-Accica 1889-1905
- Salvatore Fratocchi 1905-1941
- Francesco Pieri 1941-1961
- Virginio Dondeo 1961-1974
- Decio Lucio Grandoni 1974-2003 (desde 1986: bispos de Orvieto-Todi)

## História da diocese de Todi
A origem cristã de Todi remonta aos primeiros tempos apostólicos mas só há notícia de seus bispos desde o século IV. Todi é a terra natal do papa mártir São Martinho I (649-656) morto no exílio. Desde 726 Todi é submetida à autoridade do papa. A diocese sempre acompanhou os momentos políticos da comuna de Todi. Em 1328 o antipapa Nicolau V procurou refúgio em Todi junto a seu único suporte o imperador Luís IV, o bávaro. Avida religiosa continuou a florescer durante todos os séculos seguintes. Um exemplo foi o milagre da Madonna del Campione em 1796.

### Bispos de Todi
- S.Terenziano ?-ca.138
- S.Esuperanzio, século II
- S.Ponziano ?-302
- S.Cassiano ?-304
- Agatone I 431
- Cresconio 497
- S.Callisto ?-528
- S.Fortunato de Poitiers 528-541 ou 542
- Sabiniano 593
- Lorenzo I 649
- Bonifacio I 680
- Nicolò I 743
- Teofilatto 787,794
- Giovanni I 826
- Agatone II 853
- Ilderico  861-871
- Uberto(Alberto) 886
- Ambrogio 931
- Gregorio I  963-?
- Azzo 970
- Giovanni II 1000-1015
- Teudaldo 1027
- Gregorio II 1037
- Arduino 1049-1059
- Rodolfo 1068-1074
- Gotifredo 1074 ou 1075-?
- Guitardo 1093
- Oddo 1109-1115
- Lorenzo II 1117-1118
- Ottone 1118-1144
- Graziano 1144-1179
- Rústico 1179-1218
- Bonifacio II  1219-depois de 1235
- Giacomo Ghezzi 1238-ca.1250
- Giacomo degli Atti ca.1250-1252
- Pietro Gaetano 1252-1276 (transf. p/ Anagni)
- Bentivegna de Bentivegni (O.F.M.) 1276-1278 (promovido a cardeal bispo de Albano)
- Angelario de Bentivegni (O.F.M.)1278-1285
- Nicolò II 1285-1289
- Enrico 1289-1292?
- Nicolò Armati 1292-1326
- Ranuccio degli Atti 1326-1356
- Andrea de Aptis (O.S.A.) 1356-1373 (transf. p/ Brescia)
- Stefano Palosti de Verayneris 1373-1395
- Antonio Calvi 1395-1405
- Guglielmo Dallavigna (O.S.B.) 1405-1407
- Francesco de Aiello 1407-1424 (transf. p/ Bari)
- Angelo Scardeoni (O.S.A.) 1425-1428
- Antonio 1429-1434
- Germânico 1434-1435
- Bartolomeo Aglioni 1436-1472
- Costantino Eroli 1472-1474 (transf. p/ Spoleto)
- Francesco Mascardi 1474-1499
- Basilio Mascardi 1499-ca.1517
- Alderico Billioti 1517-1523
- Paolo Emilio Cesi 1523-1523 (admin.apost;renunciou)
- Cardeal Federico Cesi  1523-1545
- Giovanni Andrea Cesi 1545-1566
- Angelo Cesi 1566-1606
- Marcello Lante della Rovere 1606-1625
- Lodovico Cinci 1625-1638
- Ulderico Carpegna 1638-1643
- Giovanni Battista Altieri  1643-1654
- Gerolamo Lomellini 1654-1656
- Pier Maria Bichi (O.S.B.Oliv.) 1658-1673 (transf. p/ Soana(Sovana))
- Giuseppe Pianetti 1673-1709
- Cardeal Filippo Antonio Gualterio 1709-1714
- Ludovico Anselmo Gualterio 1715-1746
- Gerolamo Formagliari 1746-1760
- Francesco Maria Pasini 1760-1773
- Tommaso Struzzi 1775-1780
- Giovanni Lotrecchi 1780-1800
- Francesco Maria Cioja 1800-1805
- Francesco Maria Gazzoli 1805-1848
- Nicola Rossi 1848-?
- Giovanni Rosati 1855-?
- Eugenio Luzzi 1882-?
- Giulio Boschi 1888-1895 (transf. p/ Senigália)
- Giuseppe Ridolfi 1895-1906 (transf. p/ Arcebispo titular de Apameia Cíboto)
- Giovanni Graziani 1906-1915
- Luigi Zaffarami 1915-1933
- Alfonso Maria de Sanctis 1933-1959
- Antonio Fustella 1960-1967 (transf. p/ Saluzzo)
- Virginio Dondeo 1972-1974
- Decio Lucio Grandoni 1974-1986 (1986: União de Todi com Orvieto)

## Bispos de Orvieto-Todi
30 de setembro de 1986: Unida à Diocese de Todi para formar a Diocese de Orvieto-Todi
- Giovanni Scanavino, OSA (8 de novembro de 2003 - 5 de março de 2011)
- Benedetto Tuzia (31 de maio de 2012 - 7 de março de 2020)
- Gualtiero Sigismondi (7 de março de 2020 – presente)